# Schrack Seconet
Schrack Seconet AG ist ein österreichisches Industrieunternehmen, das Brandmeldesysteme, Kommunikationssysteme und Sicherheitssysteme anbietet und zur Schweizer Securitas Gruppe gehört. Nicht zu verwechseln ist Schrack Seconet mit Schrack Technik, das seine Wurzeln ebenso in der ehemaligen Schrack AG hat.

## Geschichte
Die Geschichte des Unternehmens geht auf den österreichischen Ingenieur und Erfinder Eduard Schrack zurück. In seiner heutigen Form ist es aus der ehemaligen Schrack Ericsson hervorgegangen und wurde im Rahmen eines Management Buy Outs im Jahr 1994 verkauft. Damit entstand ein selbstständiges Unternehmen mit 135 Mitarbeitern. Hans Zavesky übernahm die Leitung des Unternehmens. Ab 1997 erwarb die Schweizer Securitas Gruppe Anteile des Unternehmens und ist mittlerweile zu 100 % Eigentümer der Schrack Seconet AG.
Hans Zavesky übergab mit Ende 2005 die Leitung der operativen Geschäftsführung an Wolfgang Kern und übernahm am 22. Juni 2006 den Vorsitz im Aufsichtsrat. 2023 erwirtschafteten weltweit 814 Mitarbeiter einen konsolidierten Umsatz von 180 Mio. Euro. Der Auslandsumsatz 2023 betrug 56,31 % vom konsolidierten Gesamtumsatz.

## Geschäftsbereiche
Die Produkte der Schrack Seconet AG basierten im Jahr 2013 laut eigenen Angaben auf IP-Technologie.

### Brandmeldesysteme
- Brandmelderzentralen
- Steuerzentralen für Löschanlagen
- IP-Applikationen
- Einsatzleitsysteme
- Sonderbrandmelder
- Mehrfachsensormelder
- Sprachalarmanlagen
- Radiometrische Dualkameras
- Handfeuermelder
- Lüftungskanalmelder

### Kommunikationssysteme für Krankenhäuser, Alten- und Pflegeheime

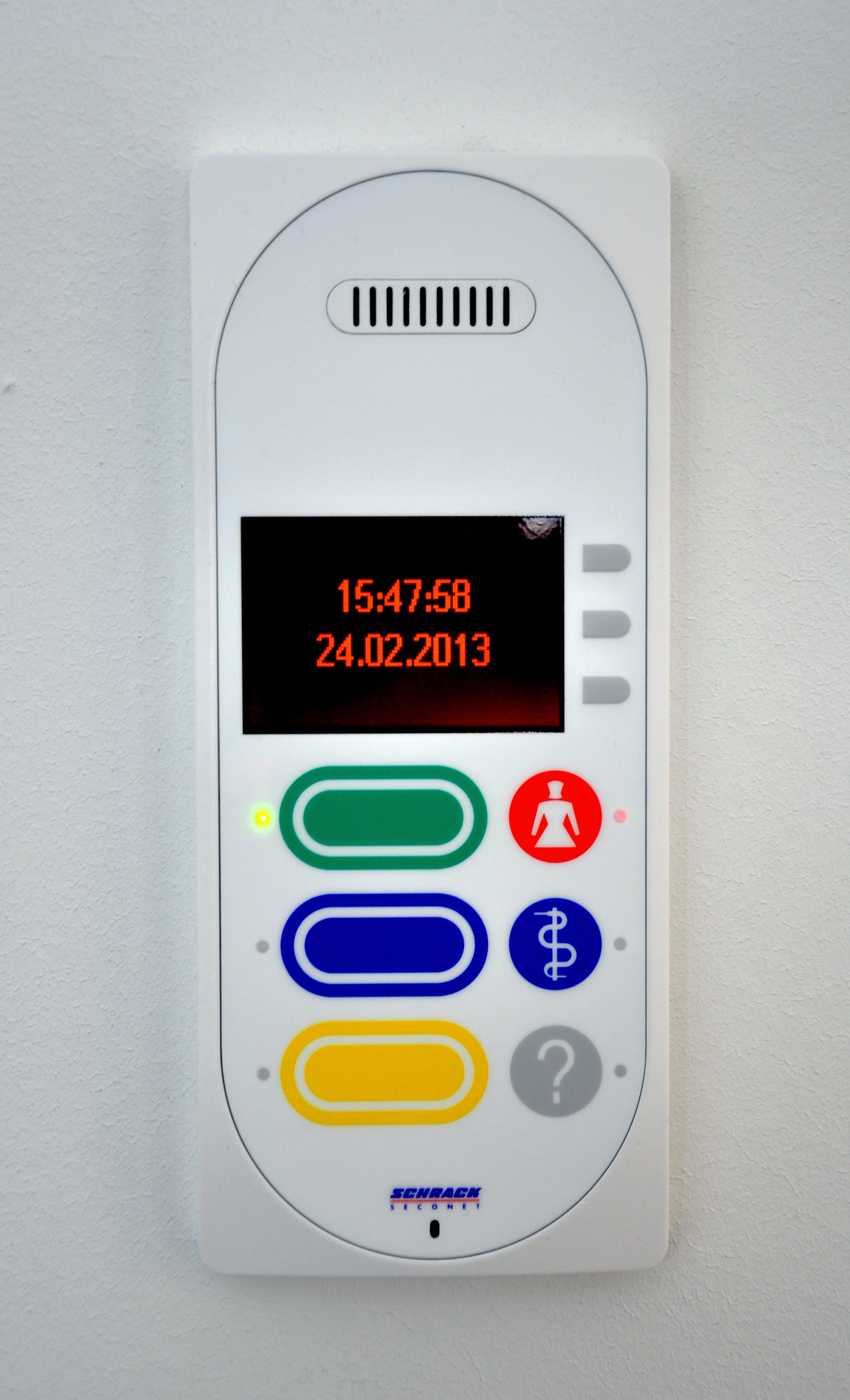
Ruftaster einer Lichtrufanlage von Schrack Seconet in einem Krankenzimmer

- Lichtrufanlagen
- TV & Multimedia Terminal
- Desorientiertensysteme

### Sicherheitssysteme
- Einbruchmeldetechnik
- Videoüberwachung
- Zutrittskontrolle & Zeiterfassung
- Sicherheitsleitsysteme

## Entwicklung und Produktion
Die Zentrale der Schrack Seconet AG befindet sich in Wien. Hier werden die Systeme auch entwickelt. Die Produktion ist beim Schwesternunternehmen Hekatron Technik GmbH in Sulzburg/Baden-Württemberg sowie bei der Becom GmbH in Lockenhaus/Burgenland angesiedelt.

## Vertriebsstandorte
Die Schrack Seconet AG ist in jedem österreichischen Bundesland mit einer Geschäftsstelle vertreten. Niederösterreich, das Burgenland und Wien werden von der Zentrale aus betreut.
Repräsentanzen befinden sich in:
- Gurgaon Haryana, Indien
- Bukarest, Rumänien
- Moskau, Russland
- Bratislava, Slowakei
- Prag, Tschechien

In den übrigen Ländern Ost- und Mitteleuropas steht ein Netz von lokalen Partnern zur Verfügung. In Deutschland erfolgt die Betreuung gemeinsam mit den Schwesternunternehmen Securiton GmbH und Hekatron Vertriebs GmbH.
Tochterunternehmen der Schrack Seconet AG:
- Schrack Seconet AB, Hägersten, Schweden
- Schrack Seconet Polska sp.zoo[6],  Warschau, Polen
- Schrack Seconet Kft., Budapest, Ungarn
- Schrack Seconet Teknoloji Ltd. Sti., Istanbul, Türkei